# اومرتا ۶/۱۲
اومرتا ۶/۱۲ (فنلاندی: Omerta 6/12) یک فیلم اکشن فنلاندی به کارگردانی آکو لوهمیس است که دربارهٔ حملهٔ برنامه‌ریزی‌شدهٔ صرب‌ها به کاخ ریاست‌جمهوری در هلسینکی است. ابتدا قرار بود که آنتی یوکینن این فیلم را کارگردانی کند، اما به سبب بیماری او، آکو لوهمیس جایگزینش شد.

## بازیگران
- یاسپر پکونن
- نانا بلوندل
- سوریر گودناسون
- پکا استرانگ
- درگومیر مرسیک
- لائورا مالمی‌وارا
- ارو میلونوف
- مارت پیوس